# Joko Anwar
Joko Anwar (ur. 3 stycznia 1976 w Medanie) – indonezyjski reżyser, scenarzysta i producent filmowy. Jedna z czołowych postaci współczesnej kinematografii indonezyjskiej.

## Życiorys
Dorastał, oglądając filmy kung fu i horrory. Studiował inżynierię lotniczą w Instytucie Technologii w Bandungu. Pracował jako krytyk filmowy dla „The Jakarta Post”.
Napisał scenariusz do filmu Arisan! (2003). Jako reżyser odniósł sukces kręcąc komedię romantyczną Janji Jono (2005).